# NGC 2274
NGC 2274 je galaksija u zviježđu Blizancima.

## Vanjske poveznice
- SEDS: NGC 2274